# Johan Wanæus
Johan Wanæus, född 27 maj 1680 i Orivesi socken, död där 24 juni 1746, var en finländsk präst och skald.
Johan Wanæus var son till kaplanen Johannes Petri Wanæus och Margareta Prytz. Han blev student vid Kungliga Akademien i Åbo 1699, prästvigdes 1705 och blev samma år Johannes Gezelius den yngres adjunkt i Pargas. 1706–1710 var han vicepastor i Villmanstrand, 1707 blev han filosofie magister. Han utnämndes 1710 till regementspastor vid Karelska dragonerna, vilka han följde i fält bland annat vid infallet i Norge och återtåget över fjällen följande år. Sedan han 1721 erhållit avsked från denna befattning, utnämndes han 1722 till kyrkoherde i Orivesi. 1745 föreslogs han till en latinsk professur i Åbo men undanbad sig på grund av sin ålder. 1746 erhöll han prosts titel. Wanæus ägde grundliga kunskaper i den latinska litteraturen och framträdde även som latinsk skald. Vid prästmötet i Åbo 1724 höll han en Oratio metrica de peccato originis (tryckt samma år), som senare även utgavs tillsammans med hans Meditationes de passione Christi (1746). Vid utarbetandet av Daniel Juslenius' finsk-latinsk-svenska lexikon lämnade Wanæus värdefull hjälp.